# 田中苑
田中苑 （でんちゅうえん）は、岡山県井原市にある日本庭園の公園である。楷の木の名所としても知られる。

## 概要
南斗山（なんとざん）の東斜面を背景にした5,240平方メートルの日本庭園で、平櫛田中から名付けられた。入園無料の公園で、田中公園とも呼ばれ、井原市民の憩いの場となっている。木彫を制作するための石膏原型より鋳造され、作者より贈られた「鏡獅子」、水戸黄門をモデルにした「西山逍遥」をはじめとする平櫛田中のブロンズ作品が配置されている。園内には、小田川の伏流水を汲み上げた小川が流れ、楷の木や楓といったモミジに黒松、桜やサツキなど様々な樹木があり、四季を通じて楽しめる。3月末から4月初めにかけては桜、5月にはサツキが美しい。
園内施設には市民茶室が設けられ、 田中翁にちなんで「不老庵」と名づけられた本格的茶室は、流派を問わず多くの愛好者が利用し、伝統文化の向上に一役かっている。また、田中苑南側の市道（井原市道田中館通り線）は、人と車が共存できる岡山県下で初めてのコミュニティ道路として整備され、これまで別々の施設だった本公園と田中美術館および井原市役所、井原市民会館を一体化させた空間になっている。

## 歴史

### 沿革
- 1992年（平成4年）3月1日： 観光トイレが完成。 [1]
- 1993年（平成5年）4月1日： 井原市道田中館通り線がコミュニティ道路としてリニューアル。井原市が約9520万円をかけて整備し、完成。 [2]

## 園内

### 見もの
- 楷の木（かいのき）

中国原産のウルシ科の落葉高木。孔子の墓所に弟子が植えたことから「学問の木」とも呼ばれる。園内の楷の木は、ビール王と呼ばれた井原市出身の実業家である馬越恭平の孫が中国から持ち帰った苗木を植えたもので、約10メートルの高さの大木であり、秋になると紅葉が美しい。10月下旬から11月上旬、特に11月3日文化の日前後が見ごろ。

### 施設
- 市民茶室 「不老庵」
- 観光トイレ

周囲の彫刻と木立の景観にマッチさせた入母屋づくりの外観が特徴で、中に入ると、センサーが働いて照明や換気扇が自動的に作動する。男女トイレそれぞれに洋式も1台ずつあり、別に身体障害者用トイレもある。

### その他
- コミュニティ道路

本園と園外にある他施設を一体化させ、井原市の文化ゾーンにマッチさせた道路。 

## アクセス
場所
- 岡山県井原市井原町

（井原市役所および井原市民会館の北隣に位置。）
自動車
- 最寄I.Cは、山陽自動車道 笠岡I.Cまたは福山東I.C。
- 最寄I.Cより井原市中心部へ。

（笠岡I.Cより約20分。福山東I.Cより約25分。）
- 駐車場は、井原市役所・田中美術館・井原市民会館と兼用。

交通機関
- 最寄駅は、井原鉄道井原線 井原駅。
- 最寄駅より徒歩で約15分。

（当駅より路線バスを利用する場合は、井原あいあいバス（市内循環バス）の田中美術館線で「田中美術館バス停」下車。）
- JR笠岡駅からの場合は、井笠バス井原行きで「駅前通りバス停」下車。

（「駅前通りバス停」より西へ徒歩で約3分。）